# Centro Parroquial San Cristóbal
El Centro Parroquial San Cristóbal, es un equipo de fútbol español de Tarrasa, Barcelona, en la comunidad autónoma de Cataluña. Fundado en 1957, actualmente milita en la Tercera Federación (Grupo V). Disputa sus partidos como local en el Estadi Municipal de Ca n'Anglada, con una capacidad de 1700 espectadores.

## Historia
El club fue fundado en 1957 por un grupo de personas de la Parroquia de Ca n'Anglada, barrio en Terrassa, entre ellos Emilio Ros Martínez, José Antón Amezcua, Juan Fita, Agustín Márquez y otros. Al año siguiente el CP San Cristóbal sería registrado en la Federación Catalana de Fútbol.
En 2022 el club parroquial consiguió una histórica clasificación al Play-off a la Segunda B - Segunda RFEF.

## Temporadas
| Temporada | Nivel | División | Posición         | Copa del Rey |
| --------- | ----- | -------- | ---------------- | ------------ |
| 1987/88   | 4     | 3.ª      | 10.º             |              |
| 1988/89   | 4     | 3.ª      | 20.º             |              |
| 2008/09   | 5     | 1ª Cat.  | 14.º             |              |
| 2009/10   | 5     | 1ª Cat   | 6.º              |              |
| 2010/11   | 5     | 1ª Cat   | 14.º             |              |
| 2011/12   | 5     | 1ª Cat   | 4.º              |              |
| 2012/13   | 5     | 1ª Cat   | 12.º             |              |
| 2013/14   | 5     | 1ª Cat   | 18.º             |              |
| 2014/15   | 6     | 2ª Cat.  | 9.º              |              |
| 2015/16   | 6     | 2ª Cat.  | 1.º              |              |
| 2016/17   | 5     | 1ª Cat   | 4.º              |              |
| 2017/18   | 5     | 1ª Cat   | 1.º              |              |
| 2018/19   | 4     | 3.ª      | 15.º             |              |
| 2019/20   | 4     | 3.ª      | 15.º             |              |
| 2020/21   | 5     | 3.ª      | Permanencia      |              |
| 2021/22   | 5     | 3.ª      | Play-off/Ascenso |              |

- 20 Temporadas en Tercera División Rfef

## Palmarés
- Primera Catalana (3): 1987 I, 2007 I, 2018 II

- Segunda Catalana (2): 1981 II, 2016 IV

- Copa Cataluña Amateur (1): 2016

- Campeonato de Cataluña (1): 2018

## Estadio
El CP San Cristóbal Terrassa, llamado popularmente “SanCris” o “SanKri”, juega sus partidos como local en Estadi Municipal de Can’Anglada que cuenta con más de 1700, espectadores es el 2-3 estadio más grande de la capital vallesana. El club cuenta con una Ciudad Deportiva, anexa al estadio, en la que se encuentra un campo de Fútbol-11, más otro de Fútbol-5, y una pista polideportiva para la sección de fútbol sala, y 10 pistas de pádel.